# Aresaken
Die Aresaken (lateinisch Aresaces) gehörten in der Antike zum keltischen Volksstamm der Treverer. Sie siedelten im äußersten östlichen Einflussbereich der Treverer in Rheinhessen bis in die Gegend um das heutige Mainz.

## Schriftquellen
Antike Schriftsteller kennen die Aresaces nicht, doch werden sie in drei Inschriften des 1. und 2. Jahrhunderts n. Chr. genannt. Zwei der Inschriften stammen aus dem rheinhessischen Raum, die dritte aus der Hauptstadt der Treverer, Trier.
Auf einem römischen Grabstein des 1. Jahrhunderts aus Mainz-Weisenau (heute im Landesmuseum Mainz) werden zudem die Namen der keltischen Kinder Respectus,Veranius und Samocna genannt und gleichzeitig auf deren Zugehörigkeit zum Stamm der Treverer hingewiesen. Diese explizite Nennung der Zugehörigkeit zu den Treverern außerhalb des eigentlichen Stammesgebietes stützt die Theorie, dass es sich bei den genannten Personen um Aresaken und damit um eine kleinere ethnische Einheit innerhalb des Stammesverbandes und am äußersten Rand des Einflussgebietes der Treverer handelte.
Ein weiterer, durch eine Inschrift und die antike Literatur für Rheinhessen belegter, keltischer Stamm sind die Caeracates oder Cairacates.

## Zuordnung und Siedlungsraum der Aresaken
Die Aresaken gelten nach dem heutigen Forschungsstand als kleinere ethnische Einheit innerhalb des Stammes der Treverer, die in Form eines Pagus organisiert gewesen sein dürfte. Sie besiedelten mit Rheinhessen bis in die Gegend südlich und östlich von Mainz wahrscheinlich den südöstlichsten Einflussbereich der Treverer. Nachbarn der Aresaken waren im Süden die keltischen Mediomatriker, östlich und am anderen Rheinufer siedelnd die germanischen Vangionen, Triboker, Nemeter sowie die Mattiaker als Teilstamm der Chatten in der Gegend um das heutige Wiesbaden.
Das Siedlungsgebiet der Aresaken war in der Spätlatènezeit nur spärlich besiedelt. Größere Ansiedlungen sind in der 2. Hälfte des 1. vorchristlichen Jahrhunderts kaum nachzuweisen. Erst um die Zeitenwende oder kurz vor Beginn der römischen Präsenz in dieser Gegend kam es vermehrt zu Siedlungsgründungen. Ein mögliches kulturelles und organisatorisches Zentrum der Aresaken könnte das Oppidum auf dem Donnersberg gewesen sein, das damit das südöstlichste Zentrum des treverischen Einflussbereiches gewesen wäre.

## Aresaken im Raum Mainz
Zeitgleich zur Ankunft der Römer im Großraum Mainz 13/12 v. Chr. gab es dort lediglich zwei kleinere Siedlungen, die möglicherweise den Aresaken zugeschrieben werden können. Eine Siedlung in Mainz-Weisenau entstand kurz vor oder zeitgleich mit der Gründung des Legionslagers in Mainz. Eine weitere dorfähnliche Siedlung gab es in Mainz-Bretzenheim beiderseits des Zaybachs. Weitere Siedlungsindizien gibt es zudem für Mainz-Finthen im Bereich des Königborns und des Aubaches, dort in den Flurstücken „Grund“ und „Hinkelstein“. Diese Flurstücksbezeichnung verweist wie das benachbarte Flurstück „Donnersberg“ zusätzlich auf die keltische Präsenz.
Ein keltischer, später römischer Tempelbezirk des Mars Leucetius und der Nemetona zwischen Klein-Winternheim und Ober-Olm bei Mainz wird als Stammesheiligtum der in der Umgebung ansässigen Aresaken angesehen.

## Aresaken und Vangionen in Rheinhessen

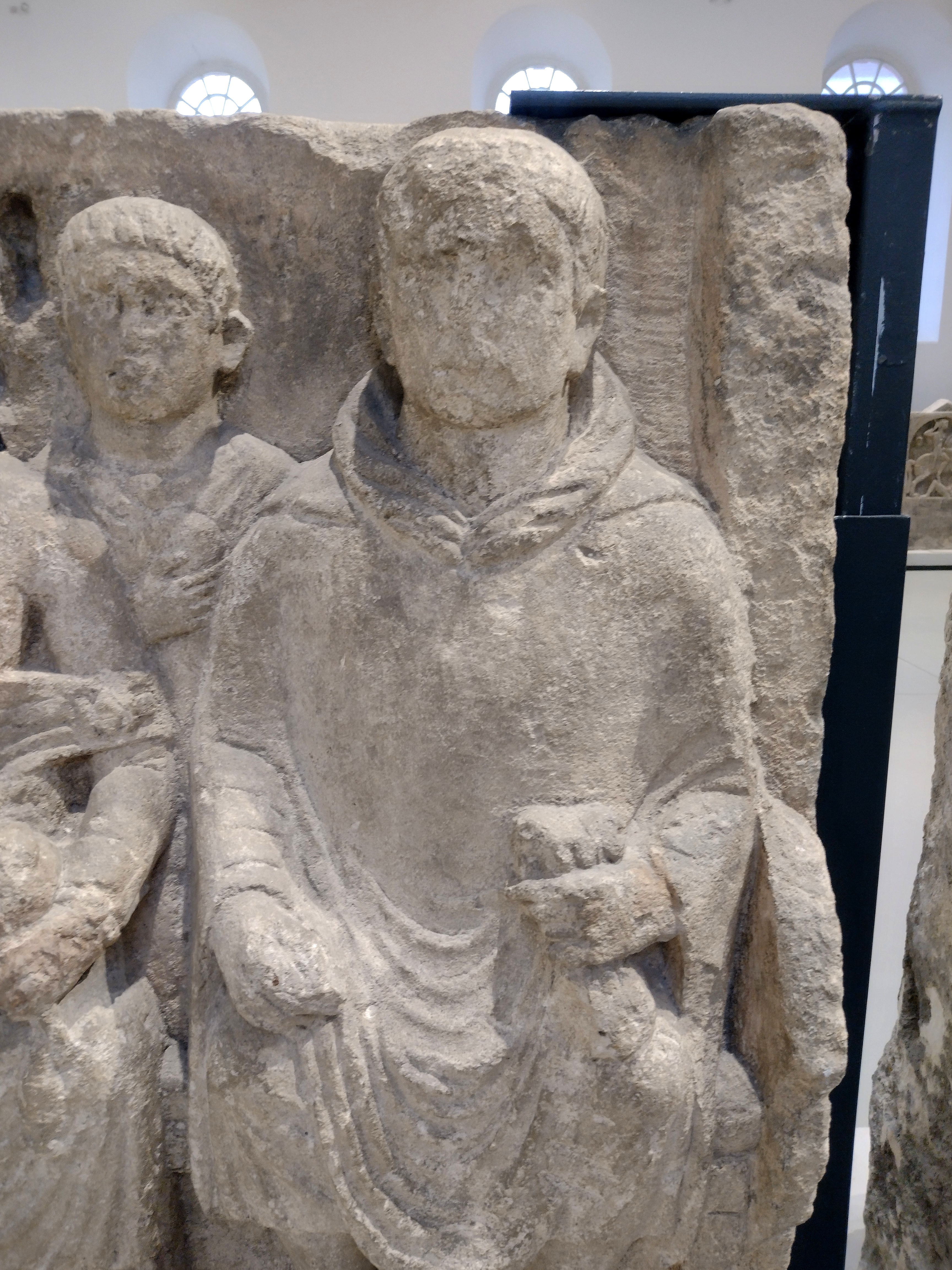
Darstellung des Schiffers Blussus mit Geldsack in der Hand auf seinem Grabstein

Das Siedlungsgebiet der Aresaken wurde früher den germanischen Vangionen zugeschrieben, das diese in Form einer groß angelegten Landnahme in Besitz genommen haben sollen. Da dies aber nicht mit den archäologischen Befunden und der antiken Überlieferung vereinbar war, gilt diese Theorie heute als veraltet. Eine Ansiedlung der Vangionen linksrheinisch im Bereich des heutigen Worms (Civitas Vangionum) erfolgte erst durch die römische Administration ab augusteischer Zeit.
Die aresakische Bevölkerung, zu der auch der Mainzer Schiffer (Nauta) Blussus und seine Frau Menimane gehört haben dürften, ging gegen Ende des 1. Jahrhunderts in der sich nun zahlreicher ansiedelnden Mischbevölkerung auf und hinterließ keine weiteren fassbaren geschichtlichen Spuren.